# Laura Orgué
Laura Orgué Vila, née le 11 septembre 1986 à Barcelone, est une fondeuse et coureuse de skyrunning espagnole. Elle devient championne d'Europe, puis double
championne du monde de kilomètre vertical.

## Biographie

### Carrière en ski de fond
Laura Orgué est au départ de ses premières courses FIS en 2004. Un an plus tard, elle est engagée dans la Coupe OPA ainsi qu'aux Championnats du monde junior à Rovaniemi.
En janvier 2006, l'Espagnole signe son premier top dix dans la Coupe OPA avec une sixième place à la poursuite d'Oberstdorf et se rend alors pour les Jeux olympiques de Turin, où elle récolte deux 63e places. 
En décembre 2006, elle connaît une autre première, un départ en Coupe du monde au site de Cogne. Durant la saison 2006-2007, elle multiplie les résultats dans le top vingt en Coupe OPA (dont une cinquième place), prend part aux Championnats du monde des moins de 23 ans à Tarvisio et s'adjuge un titre de championne d'Espagne sur le trente kilomètres.
En 2007-2008, elle passe au niveau élite, étant sélectionnée principalement en Coupe du monde, où elle inscrit un point pour le classement général au dix kilomètres classique d'Otepää (30e). Elle monte sur son premier podium en Coupe OPA à Oberstdorf et se classe dixième aux Championnats du monde des moins de 23 ans sur dix kilomètres.
En 2009, elle devient victorieuse en Coupe OPA à Schilpario, ce qui contribue à sa deuxième position au classement général de cette compétition, tandis qu'elle fait ses débuts aux Championnats du monde élite à Liberec (28e du trente kilomètres). Cet hiver, Orgué décroche sa première médaille sur un championnat international, avec le bronze sur le dix kilomètres libre aux Championnats du monde des moins de 23 ans à Praz de Lys-Sommand.
La saison suivante est tournée vers les Jeux olympiques à Vancouver, où ses résultats sont : 27e du skiathlon, 38e du dix kilomètres libre et 36e du trente kilomètres classique. Elle est désignée porte-drapeau de sa délégation lors de la cérémonie de clôture de ces jeux.
En 2010-2011, elle marque de nouveau des points pour la Coupe du monde (29e à La Clusaz), mais échoue à obtenir le moindre top trente aux Mondiaux à Oslo. Elle fait mieux aux Championnats du monde 2013 à Val di Fiemme, occupant deux fois la 29e place.
En janvier 2014, elle améliore sa meilleure performance dans l'élite avec un premier top vingt : une 17e place à Szklarska Poręba sur un dix kilomètres classique.
En 2014, elle dispute également ses troisièmes jeux olympiques, à Sotchi, obtenant son meilleur résultat en terminant dixième du trente kilomètres libre. Elle a annoncé qu'il s'agit de sa dernière compétition majeure. En 2014-2015, elle termine 28e du Tour de ski avec une huitième place dans la dernière étape, la montée de l'Alpe Cermis (9 km). Elle honore son ultime sélection en équipe nationale de ski de fond aux Championnats du 2015 à Falun, où son meilleur résultat est 30e du trente kilomètres. 

## Palmarès

### Jeux olympiques d'hiver
| Épreuve / Édition | Sprint                           | Sprint                           | 10 km                            | 10 km                            | Poursuite / Skiathlon 2 × 7,5 km | 30 km | Relais | Relais   |
| Épreuve / Édition | libre                            | classique                        | libre                            | classique                        | Poursuite / Skiathlon 2 × 7,5 km | 30 km | Sprint | 4 × 5 km |
| JO 2006 Turin     | -                                | Épreuve inexistante à cette date | Épreuve inexistante à cette date | 63e                              | 63e                              | -     | -      | -        |
| JO 2010 Vancouver | Épreuve inexistante à cette date | -                                | 38e                              | Épreuve inexistante à cette date | 27e                              | 36e   | -      | -        |
| JO 2014 Sotchi    | -                                | Épreuve inexistante à cette date | Épreuve inexistante à cette date | 28e                              | 25e                              | 10e   | -      | -        |

Légende :
- : pas d'épreuve
- — : non disputée par Orgué

### Championnats du monde de ski nordique
| Épreuve / Édition           | Sprint                           | Sprint                           | 10 km                            | 10 km                            | Poursuite / Skiathlon 2 × 7,5 km | 30 km | Relais | Relais   |
| Épreuve / Édition           | libre                            | classique                        | libre                            | classique                        | Poursuite / Skiathlon 2 × 7,5 km | 30 km | Sprint | 4 × 5 km |
| Mondiaux 2009 Liberec       | —                                | Épreuve inexistante à cette date | Épreuve inexistante à cette date | 35e                              | —                                | 28e   | —      | —        |
| Mondiaux 2011 Oslo          | —                                | Épreuve inexistante à cette date | Épreuve inexistante à cette date | 38e                              | 45e                              | 38e   | —      | —        |
| Mondiaux 2013 Val di Fiemme | Épreuve inexistante à cette date | 29e                              | —                                | Épreuve inexistante à cette date | 35e                              | 29e   | —      | —        |
| Mondiaux 2015 Falun         | Épreuve inexistante à cette date | —                                | 45e                              | Épreuve inexistante à cette date | 36e                              | 31e   | —      | —        |

Légende :
- : pas d'épreuve
- — : Non disputée

### Coupe du monde
- Meilleur classement général : 79e en 2015.
- Meilleur résultat individuel : 8e.

#### Classements en Coupe du monde
| Année     | Classement général final | Classement distance |
| 2007-2008 | 106e                     | 71e                 |
| 2010-2011 | 122e                     | 90e                 |
| 2012-2013 | 113e                     | 83e                 |
| 2013-2014 | 94e                      | 62e                 |
| 2014-2015 | 79e                      | 57e                 |

### Coupe OPA
- 2e du classement général en 2009 et 3e en 2013.
- 16 podiums, dont 2 victoires.

### Autres
En 2009, elle est médaillée de bronze aux Championnats du monde des moins de 23 ans sur le 10 km libre. Au total, elle a cumulé dix-neuf titres nationaux.

### Palmarès en skyrunning
| #   | féminin            | Course                                                   | Longueur | Départ            | Temps           |
| 28e | Médaille d'or      | Championnats d'Europe de skyrunning - Kilomètre vertical | 3,6 km   | 5 novembre 2011   | 44 min 1 s      |
| 37e | Médaille d'or      | Vertical Grèste de la Mughéra                            | 3,08 km  | 11 octobre 2013   | 46 min 10 s     |
| 36e | Médaille d'or      | Dolomites Vertical Kilometer                             | 2,4 km   | 18 juillet 2014   | 38 min 14 s     |
| 47e | Médaille d'or      | Dolomites SkyRace                                        | 22 km    | 20 juillet 2014   | 2 h 26 min 17 s |
| 19e | Médaille d'or      | Montée du Skåla                                          | 8,2 km   | 16 août 2014      | 1 h 22 min 7 s  |
| 31e | Médaille d'argent  | Vertical Grèste de la Mughéra                            | 3,08 km  | 10 octobre 2014   | 46 min 51 s     |
| 25e | Médaille d'or      | Zegama-Aizkorri Kilómetro Vertical                       | 2,8 km   | 15 mai 2015       | 40 min 23 s     |
| 35e | Médaille d'argent  | Championnats d'Europe de skyrunning - Kilomètre vertical | 3,8 km   | 26 juin 2015      | 41 min 29 s     |
| 39e | Médaille de bronze | Dolomites Vertical Kilometer                             | 2,4 km   | 17 juillet 2015   | 40 min 2 s      |
| 56e | Médaille d'argent  | Dolomites SkyRace                                        | 22 km    | 19 juillet 2015   | 2 h 26 min 58 s |
| 1re | Médaille d'or      | Ti Dodo Trail                                            | 25 km    | 26 juillet 2015   | 2 h 40 min 8 s  |
| 10e | Médaille d'or      | Nit Pirineu                                              | 5 km     | 18 septembre 2015 | 42 min 28 s     |
| 31e | Médaille d'or      | Gorbeia Suzien                                           | 31 km    | 27 septembre 2015 | 3 h 29 min 26 s |
| 32e | Médaille d'or      | Limone Extreme                                           | 23,5 km  | 17 octobre 2015   | 3 h 18 min 50 s |
| 31e | Médaille d'or      | Dolomites Vertical Kilometer                             | 2,4 km   | 15 juillet 2016   | 38 min 31 s     |
| 58e | Médaille d'or      | Dolomites SkyRace                                        | 22 km    | 17 juillet 2016   | 2 h 27 min 42 s |
| 40e | Médaille d'or      | SkyRace Comapedrosa                                      | 21 km    | 31 juillet 2016   | 3 h 12 min 27 s |
| 52e | Médaille de bronze | Verticale du Grand Serre                                 | 1,8 km   | 2 octobre 2016    | 39 min 15 s     |
| 48e | Médaille d'argent  | Limone Extreme                                           | 23,5 km  | 15 octobre 2016   | 3 h 18 min 42 s |
| 14e | Médaille d'or      | Zegama-Aizkorri Kilómetro Vertical                       | 3 km     | 26 mai 2017       | 41 min 40 s     |
| 32e | Médaille d'or      | 23 km du Mont-Blanc                                      | 23 km    | 24 juin 2017      | 2 h 45 min 11 s |
| 69e | Médaille d'or      | Dolomites SkyRace                                        | 22 km    | 22 juillet 2017   | 2 h 36 min 29 s |
| 35e | Médaille d'argent  | SkyRace Comapedrosa                                      | 21 km    | 30 juillet 2017   | 3 h 19 min 24 s |
| 21e | Médaille d'argent  | Marató Pirineu                                           | 42 km    | 23 septembre 2017 | 4 h 25 min 17 s |
| 68e | Médaille d'argent  | Zegama-Aizkorri                                          | 42,2 km  | 27 mai 2018       | 4 h 45 min 46 s |
| 31e | Médaille de bronze | DoloMyths Run Vertical Kilometer                         | 2,4 km   | 20 juillet 2018   | 40 min 23 s     |
| 46e | Médaille d'or      | DoloMyths Run                                            | 22 km    | 22 juillet 2018   | 2 h 28 min 54 s |
| 32e | Médaille d'argent  | SkyRace Comapedrosa                                      | 21 km    | 29 juillet 2018   | 3 h 6 min 54 s  |
| 93e | 9e                 | Sierre-Zinal                                             | 31 km    | 12 août 2018      | 3 h 10 min 21 s |
| 16e | Médaille d'argent  | Marathon de Pikes Peak                                   | 42,2 km  | 19 août 2018      | 4 h 30 min 53 s |
| 55e | Médaille d'or      | Mamores VK                                               | 5 km     | 13 septembre 2018 | 51 min 35 s     |
| 66e | 5e                 | Ring of Steall SkyRace                                   | 29 km    | 15 septembre 2018 | 4 h 3 min 56 s  |
| 14e | Médaille d'or      | Vertical Comapedrosa                                     | 8 km     | 22 juillet 2023   | 1 h 29 min 40 s |
| 9e  | Médaille d'or      | Vertical Comapedrosa                                     | 8 km     | 20 juillet 2024   | 1 h 32 min 59 s |
| 29e | Médaille d'or      | SkyRace Comapedrosa                                      | 24 km    | 21 juillet 2024   | 4 h 14 min 46 s |
| 14e | Médaille d'or      | Casamanya Extrem Vertical Race                           | 5,5 km   | 7 juin 2025       | 1 h 8 min 44 s  |
| 7e  | Médaille d'or      | Vertical Comapedrosa                                     | 8 km     | 26 juillet 2025   | 1 h 27 min 45 s |

#### Championnats du monde de skyrunning
| Épreuve / Édition                | Kilomètre vertical | SkyMarathon | Ultra SkyMarathon |
| Championnats 2014 Chamonix       | Or                 | —           | —                 |
| Championnats 2016 La Vall de Boí | Argent             | —           | —                 |
| Championnats 2018 Kinlochleven   | Or                 | 5e          | —                 |

Légende :
- : première place, médaille d'or
- : deuxième place, médaille d'argent
- : troisième place, médaille de bronze
- — : n'a pas participé à cette épreuve